# Núvol de punts

Imatge d'un núvol de punts d'un tor

Un núvol de punts és un conjunt de vèrtexs en un sistema de coordenades tridimensional. Aquests vèrtexs s'identifiquen habitualment com coordenades X, Y, i Z i són representacions de la superfície externa d'un objecte.
Els núvols de punts es creen habitualment amb un làser escàner tridimensional. Aquest instrument mesura de forma automàtica un gran nombre de punts a la superfície d'un objecte, i generen un fitxer de dades amb un núvol de punts, per tant el núvol de punts representa el conjunt de punts que ha mesurat el dispositiu.
Els núvols de punts tenen múltiples aplicacions, entre les quals s'inclouen l'elaboració de models tridimensionals en CAD de peces fabricades, la inspecció de qualitat a metrologia, i moltes altres a l'àmbit de la visualització, animació, texturació i aplicacions de personalització massiva.
Encara que els núvols de punts es poden revisar i texturar directament, no s'utilitzen així a la majoria de les aplicacions tridimensionals, ja que es converteixen en models de malles de polígons o malles triangulars irregulars, models de superfície NURBS, o models de CAD mitjançant un procés denominat reconstrucció de superfícies.
Hi ha diverses tècniques per convertir un núvol de punts en una superfície tridimensional. Alguns procediments com la triangulació de Delaunay o les formes alfa construeixen una xarxa de triangles a partir dels vèrtexs del núvol de punts, mentre que d'altres converteixen el núvol de punts en un volum de vòxel i reconstrueixen el conjunt de nivell mitjançant un algorisme de marching cubes.
Una aplicació en què els núvols de punts s'utilitzen directament és la metrologia i a la inspecció industrial. El núvol d'una peça fabricada s'alinea a un model CAD (o a un altre núvol de punts) i es comparen per verificar les diferències. Aquestes es visualitzen com a mapes de color que proporcionen un indicador visual de la desviació entre la peça fabricada i el model CAD. Les dimensions geomètriques i toleràncies també es poden extreure directament del núvol de punts.
També es poden utilitzar per representar dades volumètriques com en la imatge mèdica. S'aconsegueix fent servir núvols de punts de mostreig múltiple i compressió de dades.
Als sistemes d'informació geogràfica, els núvols de punts són una de les fonts de dades per construir models digitals del terreny.